# Cotorra pàl·lida
La cotorra pàl·lida (Platycercus adscitus), és un lloro de cua ampla del gènere Platycercus originari del nord-est d'Austràlia.

## Descripció
La cotorra pàl·lida fa 33 cm de llarg, que inclou els 15 cm de la cua. Les parts inferiors són de color blau pàl·lid i la part superior del pit i el cap són de color groc crema pàl·lid, la cua és de color blau-negre i verd i la regió anal és vermella. Les plomes del clatell, els escapulars i l'esquena són negres amb vores groc brillant, donant lloc a un aspecte ondulat. En la subespècie del nord (P. a. adscitus), el groc és més pàl·lid amb un to blau pàl·lid. La subespècie del sud (P. a. palliceps) té les galtes totalment blanques i la del nord parcialment blaves a les parts inferiors. El bec és de color blau pàl·lid i les potes de color gris fosc. Els ulls són de color groc-marró. Els sexes són semblants en aparença, encara que la femella és una mica més petita i de colors més apagats.

## Distribució i hàbitat
La subespècie nominal adscitus es troba des de la península del Cap York fins a Cardwell, al centre-nord de Queensland. Hi ha una àmplia gamma de morfologies intermèdies, mentre que la subespècie del sud s'estén des de Townsville, nord-est de Nova Gal·les del Sud fins a les proximitats del riu Clarence. És comú en tota la seva distribució.
L'hàbitat preferit és el bosc obert, però s'ha adaptat bé a la modificació humana del paisatge rural i fins i tot pot convertir-se en una plaga d'horts i cereals. Els abeuradors ajuden l'espècie als límits occidentals més secs de la seva distribució. El 1877 es va introduir a Hawaii però va exterminar-se a la fi de la dècada de 1920.

## Alimentació
Menja llavors i fruits d'herba i d'arbres, inclòs Eucalyptus camaldulensis, Casuarina cunninghamiana, Melaleuca linariifolia i altres melaleuques i l'espinosa Xanthium strumarium. En menys mesura es poden alimentar del l'espècie introduïda de card Onopordum acanthium.

## Criança
L'època de reproducció varia segons la regió, amb els ocells del sud nien de setembre a desembre i els del nord més tard de febrer a juny. Només fa una posta. El lloc de nidificació sol ser un buit de més d'1 m de profunditat en un tronc d'arbre en qualsevol lloc i a una altura de fins a 30 m per sobre del sòl. Encara que fins i tot es va trobar un niu en un tronc buit d'un arbre sota terra. La posta és de cinc o sis (encara que s'han registrat fins a nou) ous rodons, blancs i lleugerament brillants, de 26 x 22 mm.

## Avicultura
L'espècie és relativament resistent i fàcil de mantenir en captivitat. Pot ser agressiu i per això es recomana separar-lo d'altres ocells en captivitat.

## Taxonomia
La cotorra pàl·lida va ser descrita formalment el 1790 per l'ornitòleg anglès John Latham i va rebre el nom binomial Psittacus adscitus. L'epítet específic prové del llatí «asciscere» que significa “aprovar”. Latham no va especificar una localitat, però el 1912 Gregory Mathews va designar la localitat tipus com Cooktown, Queensland al nord-est d'Austràlia. La cotorra pàl·lida es troba ara en el gènere Platycercus que va ser introduït el 1925 per Nicholas Aylward Vigors.
Hi ha dues subespècies, l'adscitus nominal (península del Cap York) i la palliceps més coneguts (est de Queensland) que va ser representat l'any 1832 per l'artista anglès Edward Lear a les seves Illustrations of the Family of Psittacidae, or Parrots. Es pensava que el parent més proper era la cotorra multicolor, que la substitueix al sud-est d'Austràlia. S'ha comprovat l'existència d'híbrids dels dos tàxons on les distribucions s'ajunten al nord-est de Nova Gal·les del Sud i al sud-est de Queensland. No obstant això, un estudi mitocondrial del 2017 va trobar que el parent més proper era de fet la cotorra encaputxada, i que la cotorra multicolor era una branca anterior.
Les dues subespècies que es reconeixen són:
- P. a. adscitus (Latham, 1790) - península del Cap York, al nord-est de Queensland.
- P. a. palliceps (Lear, 1832) - des de l'est de Queensland al nord-est de Nova Gales del Sud.